# Epirhynchites zaitzevi
Epirhynchites zaitzevi là một loài bọ cánh cứng trong họ Rhynchitidae. Loài này được Kieseritzky miêu tả khoa học năm 1926.